# Lleida TV
Lleida TV es una cadena de televisión catalana de ámbito local  y en abierto que emite las 24 horas, Es propiedad de Productora Lleidatana De Televisio . Opera en la provincia de Lérida. Toda su programación es en catalán
Lleida TV fue una iniciativa del Grup Segre, con la colaboración del Ayuntamiento y de la Diputación Provincial de Lérida. Comenzó sus emisiones el jueves 10 de mayo de 2001, coincidiendo con las Fiestas de Mayo de Lérida.
Su programación se centra en la información de la provincia de Lérida como también en programas especiales como deportivos culturales o de ocio. Combina tanto la producción propia como la producción echa por La Xarxa.
Des del 2010 Lleida TV emite por la TDT con la frecuencia concedida a Prensa Leridana excepto en el alto pirineo, ya que se usa esa frecuencia para el canal de televisión Tot TV hasta el verano del 2019 también conjuntamente con La xarxa pone en marca xiptv una herramienta que permite ver los programas a la carta a través de su página web. Des del año 2016 Lleida TV emite en Streaming y también tiene una nueva herramienta para medir la audiencia gracias a La xarxa. Esta nueva herramienta permite que la cadena pueda visualizar la audiencia que tiene Lleida TV en cada momento a través de la TDT con el sistema HbbTV y también permite visualizar la audiencia que tiene Lleida TV a través de Streaming. También puede visualizar cuántas visualizaciones tiene los diferentes vídeos que están disponibles en la web del canal para poder ver a la carta.
En verano de 2019 la Productora Lleidatana De Televisio y Cadena Pirenaica de Ràdio i Televisió llegaron a un acuerdo para que Lleida TV pudiese emitir en las frecuencias que se emitía Tot TV a cambio de que se mantuviese el nombre de Tot TV. Desde entonces Lleida TV se puede ver  en toda la provincia de Lérida, ya sea con sus propias frecuencias o con las frecuencias de Cadena Pirenaica de Ràdio i Televisió.
En octubre de 2020 Lleida TV y el Grup Segre hicieron conjuntamente una emisión en directo desde la Seo Vieja utilizando la tecnología 5G aprovechando la presentación del programa Lleida ON  que implica el despliegue de la tecnología 5G a la Ciudad de Lérida. Fue la primera vez que Lleida TV utilizaba esta tecnología para transmitir en directo. Desde el canal de televisión no se descarta que en un futuro próximo se realicen conexiones aprovechando esta tecnología.
El 10 de mayo de 2021 Lleida TV cumplió 20 años. Con este motivo Lleida TV modificó la programación incorporando el programa Conecta lleida pirineus un programa que conecta en directo con la actualidad de la provincia de Lérida. También recuperó el antiguo programa Cafeína y también recupero el espacio informativo tanto del medio día como de la noche con mejoras técnicas y modifico el programa Diari De Nit para que fuera igual que el antiguo programa Lleida al día.
El paso 6 de septiembre de 2021 Lleida TV inicia la nueva temporada con cambio en su programación Diaria De Nit pasa a denominarse Adiari también crear el programa Barris de Lleida un programa dedicado a los barrios de la ciudad de Lérida y que se emite 1 vez al mes.	 
Lleida TV anunció que las campanadas de fin de año del 2021/2022 invitaba a la presentación a Pau Pinós más conocido como Lo Pau de Ponts era la primera vez que en Lleida TV una persona externa estuviese presentando unas campanadas.
El 6 de mayo de 2022, con motivo de la celebración de los 21 años de emisiones, Lleida TV empezó a emitir en HD.	 

## Programación[4]
|               | Lunes                                  | Martes                                | Miércoles                             | Jueves                                | Viernes                               | Sábado                  | Domingo                   |
| 06:15 - 06:30 | Música a Lleida TV                     | Notícies Lleida(Vespre) (Redifusión)  | Notícies Lleida(Vespre) (Redifusión)  | Notícies Lleida(Vespre) (Redifusión)  | Notícies Lleida(Vespre) (Redifusión)  | Música a Lleida TV      | Música a Lleida TV        |
| 06:30 - 07:00 | Música a Lleida TV                     | Notícies Lleida(Vespre) (Redifusión)  | Notícies Lleida(Vespre) (Redifusión)  | Notícies Lleida(Vespre) (Redifusión)  | Notícies Lleida(Vespre) (Redifusión)  | Música a Lleida TV      | Música a Lleida TV        |
| 07:00- 07:30  | Notícies en xarxa                      | Notícies en xarxa                     | Notícies en xarxa                     | Notícies en xarxa                     | Notícies en xarxa                     | Música a Lleida TV      | Música a Lleida TV        |
| 07:30 - 08:00 | Notícies en xarxa                      | Notícies en xarxa                     | Notícies en xarxa                     | Notícies en xarxa                     | Notícies en xarxa                     | Música a Lleida TV      | Música a Lleida TV        |
| 08:00 - 08:30 | Notícies en xarxa                      | Notícies en xarxa                     | Notícies en xarxa                     | Notícies en xarxa                     | Notícies en xarxa                     | Música a Lleida TV      | Música a Lleida TV        |
| 08:30 - 09:00 | Notícies en xarxa                      | Notícies en xarxa                     | Notícies en xarxa                     | Notícies en xarxa                     | Notícies en xarxa                     | Notícies Lleida(Vespre) | Sindicats                 |
| 09:00 - 09:30 | Espai Lleida TV                        | Fet a mida (Redifusión)               | Fet a mida (Redifusión)               | Fet a mida (Redifusión)               | Fet a mida (Redifusión)               | Fet a mida (Redifusión) | ... i bona lletra         |
| 09:30 - 10:00 | Espai Lleida TV                        | Fet a mida (Redifusión)               | Fet a mida (Redifusión)               | Fet a mida (Redifusión)               | Fet a mida (Redifusión)               | Fet a mida (Redifusión) | ... i bona lletra         |
| 10:00 - 10:30 | Espai Lleida TV                        | Fet a mida (Redifusión)               | Fet a mida (Redifusión)               | Fet a mida (Redifusión)               | Fet a mida (Redifusión)               | Fet a mida (Redifusión) | Quina canalla             |
| 10:30 - 11:00 | Espai Lleida TV                        | Fet a mida (Redifusión)               | Fet a mida (Redifusión)               | Fet a mida (Redifusión)               | Fet a mida (Redifusión)               | Fet a mida (Redifusión) | Pica Lletres Lleida TV    |
| 11:00 - 11:30 | Espai Lleida TV                        | Adiari (Redifusión)                   | Adiari (Redifusión)                   | Adiari (Redifusión)                   | Adiari (Redifusión)                   | Adiari (Redifusión)     | Missa de Montserrat       |
| 11:30 - 12:00 | Espai Lleida TV                        | Adiari (Redifusión)                   | Adiari (Redifusión)                   | Adiari (Redifusión)                   | Adiari (Redifusión)                   | Adiari (Redifusión)     | Missa de Montserrat       |
| 12:00 - 12:30 | El debat de Lleida Activa (Redifusión) | Adiari (Redifusión)                   | Adiari (Redifusión)                   | Adiari (Redifusión)                   | Adiari (Redifusión)                   | Adiari (Redifusión)     | Missa de Montserrat       |
| 12:30- 12:45  | El debat de Lleida Activa (Redifusión) | Adiari (Redifusión)                   | Adiari (Redifusión)                   | Adiari (Redifusión)                   | Adiari (Redifusión)                   | Adiari (Redifusión)     | En Joc                    |
| 12:45 - 13:00 | El debat de Lleida Activa (Redifusión) | Espai Lleida TV                       | Espai Lleida TV                       | Espai Lleida TV                       | Espai Lleida TV                       | Espai Lleida TV         | En Joc                    |
| 13:00 - 13:30 | Espai Lleida TV                        | Espai Lleida TV                       | Espai Lleida TV                       | Espai Lleida TV                       | Espai Lleida TV                       | Espai Lleida TV         | En Joc                    |
| 13:30 - 14:00 | Espai Lleida TV                        | Espai Lleida TV                       | Espai Lleida TV                       | Espai Lleida TV                       | Espai Lleida TV                       | Espai Lleida TV         | En Joc                    |
| 14:00 - 14:30 | Notícies Lleida(Migdia)                | Notícies Lleida(Migdia)               | Notícies Lleida(Migdia)               | Notícies Lleida(Migdia)               | Notícies Lleida(Migdia)               | Torna-la a tocar, Sam   | En Joc                    |
| 14:30 - 15:00 | La portería                            | La portería                           | La portería                           | La portería                           | La portería                           | Espai Lleida TV         | Espai Lleida TV           |
| 15:00 - 15:30 | La portería                            | La portería                           | La portería                           | La portería                           | La portería                           | Espai Lleida TV         | Espai Lleida TV           |
| 15:30 - 16:00 | Espai Lleida TV                        | Espai Lleida TV                       | Espai Lleida TV                       | Espai Lleida TV                       | Espai Lleida TV                       | Espai Lleida TV         | En joc                    |
| 16:00 - 16:30 | Notícies Lleida(Migdia) (Redifusión)   | Notícies Lleida(Migdia) (Redifusión)  | Notícies Lleida(Migdia) (Redifusión)  | Notícies Lleida(Migdia) (Redifusión)  | Notícies Lleida(Migdia) (Redifusión)  | The Weekly Mag          | En joc                    |
| 16:30 - 17:00 | Fet a mida                             | Fet a mida                            | Fet a mida                            | Fet a mida                            | Fet a mida                            | The Weekly Mag          | En joc                    |
| 17:00 - 17:30 | Fet a mida                             | Fet a mida                            | Fet a mida                            | Fet a mida                            | Fet a mida                            | The Weekly Mag          | En joc                    |
| 17:30 - 18:00 | Fet a mida                             | Fet a mida                            | Fet a mida                            | Fet a mida                            | Fet a mida                            | The Weekly Mag          | En joc                    |
| 18:00 - 18:30 | Fet a mida                             | Fet a mida                            | Fet a mida                            | Fet a mida                            | Fet a mida                            | En joc                  | En joc                    |
| 18:30 - 19:00 | Connecta Lleida Pirineus               | Connecta Lleida Pirineus              | Connecta Lleida Pirineus              | Connecta Lleida Pirineus              | Connecta Lleida Pirineus              | En joc                  | En joc                    |
| 19:00 - 19:30 | Conecti.cat                            | Conecti.cat                           | Conecti.cat                           | Conecti.cat                           | Conecti.cat                           | En joc                  | En joc                    |
| 19:30 - 20:00 | Conecti.cat                            | Conecti.cat                           | Conecti.cat                           | Conecti.cat                           | Conecti.cat                           | En joc                  | En joc                    |
| 20:00 - 20:30 | Connecta Lleida Pirineus (Redifusión)  | Connecta Lleida Pirineus (Redifusión) | Connecta Lleida Pirineus (Redifusión) | Connecta Lleida Pirineus (Redifusión) | Connecta Lleida Pirineus (Redifusión) | En joc                  | En joc                    |
| 20:30 - 21:00 | Notícies Lleida(Vespre)                | Notícies Lleida(Vespre)               | Notícies Lleida(Vespre)               | Notícies Lleida(Vespre)               | Notícies Lleida(Vespre)               | NEX cap de setmana      | NEX cap de setmana        |
| 21:00- 21:15  | Notícies Lleida(Vespre)                | Notícies Lleida(Vespre)               | Notícies Lleida(Vespre)               | Notícies Lleida(Vespre)               | Notícies Lleida(Vespre)               | Pica Lletres Lleida TV  | DiS                       |
| 21:15 - 21:30 | Adiari                                 | Adiari                                | Adiari                                | Adiari                                | Adiari                                | Pica Lletres Lleida TV  | DiS                       |
| 21:30 - 22:00 | Adiari                                 | Adiari                                | Adiari                                | Adiari                                | Adiari                                | Espai Lleida TV         | El nou temps del Picó     |
| 22:00 - 22:30 | Adiari                                 | Adiari                                | Adiari                                | Adiari                                | Adiari                                | Espai Lleida TV         | El nou temps del Picó     |
| 22:30 - 23:00 | Adiari                                 | Adiari                                | Adiari                                | Adiari                                | Adiari                                | Espai Lleida TV         | Patrimonis                |
| 23:00 - 23:30 | Notícies Lleida(Vespre) (Redifusión)   | Notícies Lleida(Vespre) (Redifusión)  | Notícies Lleida(Vespre) (Redifusión)  | Notícies Lleida(Vespre) (Redifusión)  | Notícies Lleida(Vespre) (Redifusión)  | Espai Lleida TV         | Patrimonis                |
| 23:30 - 23:45 | Notícies Lleida(Vespre) (Redifusión)   | Notícies Lleida(Vespre) (Redifusión)  | Notícies Lleida(Vespre) (Redifusión)  | Notícies Lleida(Vespre) (Redifusión)  | Notícies Lleida(Vespre) (Redifusión)  | The Weekly Mag          | El debat de Lleida Activa |
| 23:45 - 00:00 | Adiari (Redifusión)                    | Adiari (Redifusión)                   | Adiari (Redifusión)                   | Adiari (Redifusión)                   | Adiari (Redifusión)                   | The Weekly Mag          | El debat de Lleida Activa |
| 00:00- 00:30  | Adiari (Redifusión)                    | Adiari (Redifusión)                   | Adiari (Redifusión)                   | Adiari (Redifusión)                   | Adiari (Redifusión)                   | Música a Lleida TV      | Música a Lleida TV        |
| 00:30- 01:00  | Adiari (Redifusión)                    | Adiari (Redifusión)                   | Adiari (Redifusión)                   | Adiari (Redifusión)                   | Adiari (Redifusión)                   | Música a Lleida TV      | Música a Lleida TV        |
| 01:00- 01:30  | Adiari (Redifusión)                    | Adiari (Redifusión)                   | Adiari (Redifusión)                   | Adiari (Redifusión)                   | Adiari (Redifusión)                   | Música a Lleida TV      | Música a Lleida TV        |
| 01:30- 02:00  | Notícies Lleida(Vespre) (Redifusión)   | Notícies Lleida(Vespre) (Redifusión)  | Notícies Lleida(Vespre) (Redifusión)  | Notícies Lleida(Vespre) (Redifusión)  | Notícies Lleida(Vespre) (Redifusión)  | Música a Lleida TV      | Música a Lleida TV        |
| 02:00- 02:15  | Notícies Lleida(Vespre) (Redifusión)   | Notícies Lleida(Vespre) (Redifusión)  | Notícies Lleida(Vespre) (Redifusión)  | Notícies Lleida(Vespre) (Redifusión)  | Notícies Lleida(Vespre) (Redifusión)  | Música a Lleida TV      | Música a Lleida TV        |
| 02:15- 02:30  | Adiari (Redifusión)                    | Adiari (Redifusión)                   | Adiari (Redifusión)                   | Adiari (Redifusión)                   | Adiari (Redifusión)                   | Música a Lleida TV      | Música a Lleida TV        |
| 02:30- 03:00  | Adiari (Redifusión)                    | Adiari (Redifusión)                   | Adiari (Redifusión)                   | Adiari (Redifusión)                   | Adiari (Redifusión)                   | Música a Lleida TV      | Música a Lleida TV        |
| 03:00- 03:30  | Adiari (Redifusión)                    | Adiari (Redifusión)                   | Adiari (Redifusión)                   | Adiari (Redifusión)                   | Adiari (Redifusión)                   | Música a Lleida TV      | Música a Lleida TV        |
| 03:30- 04:00  | Adiari (Redifusión)                    | Adiari (Redifusión)                   | Adiari (Redifusión)                   | Adiari (Redifusión)                   | Adiari (Redifusión)                   | Música a Lleida TV      | Música a Lleida TV        |
| 04:00 - 06:15 | Música a Lleida TV                     | Música a Lleida TV                    | Música a Lleida TV                    | Música a Lleida TV                    | Música a Lleida TV                    | Música a Lleida TV      | Música a Lleida TV        |
| ------------- | -------------------------------------- | ------------------------------------- | ------------------------------------- | ------------------------------------- | ------------------------------------- | ----------------------- | ------------------------- |

	 La programación de Lleida TV puede ser modificada y no ser exacta a la parrilla de programación para visualizar la parrilla de programación actualizada puede consultar Aquí.
**Esta parrilla de programación se encuentra actualmente en actualización, ya que aún se tiene que definir la programación de la temporada 2021-2022

## Programación especial

### Campanades de Fin de año
| Any         | Presentador | Población | Audiencia | Audiencia % |
| ----------- | --- | --- | --------- | ----------- |
| 2012 / 2013 | Mariví Chacón. | Mongay |           |             |
| 2013 / 2014 | Mariví Chacón. | Alcarrás |           |             |
| 2014 / 2015 | | |           |             |
| 2015 / 2016 | Mariví Chacon i Xavier Lozano | Mayals |           |             |
| 2016 / 2017 | Mariví Chacon i Joan Cama | Torrefarrera |           |             |
| 2017 / 2018 | Joan Cama, Rut Camí i Marina Sala | Penellas |           |             |
| 2018 / 2019 | Mariví Chacón , Marc Tàsies i Francesc García | Aitona |           |             |
| 2019 / 2020 | Mariví Chacón, Joan Llompart i Rut Camí | Albí |           |             |
| 2020 / 2021 | Mariví Chacón Eva Cortijo Jaume Martell Marc Piqué Ricard Gómez Ariadna Guiu Laura Rodríguez Aleix Bergés David Figuerola Ariadna Sánchez Noèlia Burgos Alba Mor Núria Sirvent Rut Camí | Segriá Solsonés Baja Cerdaña Alto Urgel Alta Ribagorza Valle de Arán Pallars Sobirá Pallars Jussá Noguera Segarra Plana de Urgel Las Garrigas Urgel |           |             |
| 2021 / 2022 | Mariví Chacón Pau Pinós* Ariadna Sánchez Josep Cambray | Ponts |           |             |
| 2022 / 2023 | Mariví Chacón Judit Montoy | Peramola |           |             |
| 2023 / 2024 | Mariví Chacón Judit Montoy | Torregrossa |           |             |

*Esa persona no es un presentador de Lleida TV es una persona externa que ha sido invitada para la presentación de las campanadas de fin de año.

## Audiencia
Según el último estudio realizado en agosto del 2019 Lleida TV tiene una audiencia del 3,6% dentro de la Provincia de Lérida. Más de 117.810 personas han visualizado alguna vez Lleida TV durante el verano del 2019 esto es un 27,5% de la población  y 14.130 personas la visualizan de media y 313.668 personas conoces la existencia del canal esto es un 73,2% de la población que vive en la Provincia de Lérida. La media de minutos que visualiza Lleida TV cada televidente es de 23,3 minutos.

### AudienciaTDT
| Año  | Enero | Febrero | Marzo | Abril | Mayo | Junio   | Julio | Agosto | Septiembre | Octubre | Noviembre | Diciembre |
| ---- | ----- | ------- | ----- | ----- | ---- | ------- | ----- | ------ | ---------- | ------- | --------- | --------- |
| 2019 |       |         |       |       |      | 157.900 |       |        |            | 107.433 |           |           |

### AudienciaStreaming
| Año  | Enero | Febrero | Marzo | Abril | Mayo | Junio  | Julio | Agosto | Septiembre | Octubre | Noviembre | Diciembre |
| ---- | ----- | ------- | ----- | ----- | ---- | ------ | ----- | ------ | ---------- | ------- | --------- | --------- |
| 2019 |       |         |       |       |      | 92.200 |       |        |            | 28.000  |           |           |

## Frecuencias

Cobertura TDT de Lleida TV.

Las frecuencias por donde emite el canal son las siguientes: 
Con la frecuencia de Lleida TV
- 24 UHF:Poniente
- 27 UHF: Segriá
- 41 UHF:Valle de Arán

Con la frecuencia de TOT TV
- 27 UHF: Segriá
- 33 UHF:  Alto Pirineo y Arán